# Copa de Campeones UFI
La Copa de Campeones UFI es una Copa bianual organizada por la Unión del Fútbol del Interior de Paraguay. En el año 2017 la U.F.I. decidió instaurar esta copa, que se jugará en forma bianual y que la disputan los campeones del Campeonato Nacional de Interligas y de la Primera División B Nacional.

## Historia
La U.F.I. a principios del año 2017 anunció la disputa de una nueva Copa de Campeones (no confundir con la Copa de Campeones de la UFI que se disputó hasta el año 2007) que se jugará cada dos años y que enfrentará a los campeones de la Primera División B Nacional que obtengan sus títulos en años pares y el campeón del Campeonato Nacional de Interligas. Se jugará a partidos de ida y vuelta. 
Los primeros equipos que disputaron esta Copa fueron el Guaireña Fútbol Club de Villarrica que había logrado el título del Nacional de Interligas 2015/16 (como Liga Guaireña de Fútbol) y el 22 de Setiembre FBC de Encarnación campeón de la Primera División B Nacional 2016. El 22 de Setiembre FBC de Encarnación se consagró campeón de la primera edición de esta Copa.

## Historial
| Edición | Año  | Fecha         | Local               | Resultado     | Visitante           | Estadio           | Ciudad      | Campeón             |
| ------- | ---- | ------------- | ------------------- | ------------- | ------------------- | ----------------- | ----------- | ------------------- |
| I       | 2017 | 4 de febrero  | 22 de Setiembre FBC | 1 - 0         | Guaireña FC         | Bosque del decano | Encarnación | 22 de Setiembre FBC |
| I       | 2017 | 11 de febrero | Guaireña FC         | 2 - 1 5 - 6 p | 22 de Setiembre FBC | Olimpia           | Villarrica  | 22 de Setiembre FBC |
| II      | 2019 |               | Interligas          | -             | B Nacional          | -                 | -           | A definir           |
| II      | 2019 |               | B Nacional          | -             | Interligas          | -                 | -           | A definir           |

## Título por equipo
| Equipo              | Títulos | Subtítulos | Años campeón | Años subcampeón |
| ------------------- | ------- | ---------- | ------------ | --------------- |
| 22 de Setiembre FBC | 1       |            | 2017         |                 |
| Guaireña            |         | 1          |              | 2017            |